# Forgiven, Not Forgotten
Forgiven, Not Forgotten er debutalbummet for den irske folkrockgruppe The Corrs. Det blev udgivet af Atlantic Records d. 26. september 1995 over hele verden. Albummet blev primært produceret af David Foster, men Jim Corr med virkede også i mindre grad. I januar 1997 blev der udgivet en speciel tour-edition af albummet i Australien og New Zealand, som inkluderede en bonus-cd der indeholdt live-udgaver og sjældne numre, som blev boptaget under deres Forgiven, Not Forgotten World Tour.
Titelnummeret og bandet var med i en episode af Beverly Hills, 90210 kaldet "Turn Back the Clock". The Corrs opførte sangen til en nytårsfest ved Peach Pit After Dark.

## Turne
Den 26. april 1996 begyndte Corrs deres Forgiven, Not Forgotten World Tour der startede i Ennis, Irland, inden de rejste til Europa, Australien, Asien, USA og Canada. Det kom til at være godt to år.

## Spor
1. "Erin Shore" (intro) (instrumental) - 0:27
2. "Forgiven, Not Forgotten" - 4:15
3. "Heaven Knows" - 4:18
4. "Along with the Girls" (instrumental)	- 0:49
5. "Someday" - 3:51
6. "Runaway" - 4:24
7. "The Right Time" - 4:07
8. "The Minstrel Boy" (instrumental) - 2:12
9. "Toss the Feathers" (instrumental) - 2:50
10. "Love to Love You" - 4:08
11. "Secret Life" - 4:31
12. "Carraroe Jig" (instrumental)	- 0:52
13. "Closer" - 4:05
14. "Leave Me Alone" - 3:40
15. "Erin Shore" (instrumental) - 4:14

## Personel

### Bandet
- Andrea Corr – forsnager, tinwhistle
- Caroline Corr – trommer, bodhrán, klaver, vokal
- Jim Corr – guitar, keyboard, klaver, vokal
- Sharon Corr – violin, vokal

### Featuring
- Anthony Drennan – guitar
- Keith Duffy – bass
- Simon Phillips – trommer på "Toss the Feathers" og "I don't know" som aldrig blev udgivet

## Produktion
- Producerer: Jim Corr. David Foster
- Mix: Dave Reitzas, Bob Clearmountain
- Mastering: Bob Ludwig
- Arrangør: Jim Corr, David Foster

## Hitlister og placeringer
| Hitliste                       | Land           | Udgiver                | Højeste placering | Certificering | Salg       |
| ------------------------------ | -------------- | ---------------------- | ----------------- | ------------- | ---------- |
| Australian Albums Chart        | Australia      | ARIA                   | 1                 | 9× Platin     | 680.000+   |
| Austrian Albums Chart          | Østrig         | IFPI Østrig            | 10                | —             |            |
| Belgium Flemish Albums Chart   | Belgien        | IFPI Belgien           | 43                |               |            |
| Belgium Wallonian Albums Chart | Belgien        | IFPI Belgien           | 37                |               |            |
| Canadian Albums Chart          | Canada         | CRIA                   | —                 | Platin        | 100.000+   |
| Tracklisten                    | Danmark        | IFPI Danmark           |                   | 2x Platin     | 80.000+    |
| Europe Platinum Awards         | Europa         | IFPI                   |                   | 2x Platin     | 2.000.000+ |
| French Albums Chart            | Frankrig       | Disque en France       | 49                | Platin        | 100.000+   |
| Indonesia Albums Chart         | Indonesien     | Warner Music Indonesia |                   | Platin        | 50.000+    |
| Irish Albums Chart             | Irland         | IRMA                   | 1                 | 13× Platin    | 195.000+   |
| Japan Oricon Albums Chart      | Japan          | RIAJ                   | 72                | Guld          | 100.000+   |
| Netherlands Albums Chart       | Holland        | MegaCharts             | 38                |               |            |
| New Zealand Albums Chart       | New Zealand    | RIANZ                  | 1                 | 2x Platin     | 30.000+    |
| Norwegian Albums Chart         | Norge          | IFPI Norge             | 12                | Guld          | 20.000+    |
| Singapore Albums Chart         | Singapore      |                        |                   | Guld          | 7.500+     |
| Spanish Albums Chart           | Spanien        | PROMUSICAE             | 4                 | 5× Platin     | 500.000+   |
| Swedish Albums Chart           | Sverige        | IFPI Sverige           | 16                | Guld          | 20.000+    |
| Swiss Albums Chart             | Schwiez        | IFPI Switzerland       | 37                |               |            |
| UK Albums Chart                | Storbritannien | BPI                    | 2                 | 3x Platin     | 900.000+   |
| U.S. Billboard 200             | USA            | RIAA                   | 131               | Guld          | 500.000+   |
| U.S. Heatseekers               | USA            | RIAA                   | 3                 | Guld          | 500.000+   |

## Udgivelsesdetaljer
- 1995, UK, Atlantic 7567-92612-2, udgivelsesdato: 22. september 1995, CD
- 1995, Mexico, Atlantic 7826-94675-2, udgivelsesdato: 22. september 1995, CD
- 1995, UK, Atlantic 7567-92612-4, udgivelsesdato: 26. september 1995, Cassette
- 1995, Japan, Warner AMCY-913, udgivelsesdato; 21. december 1995, CD (med bonus track)
- 1996, UK (genudgivelse), udgivelsesdato: 19. februar 1996, CD
- 1997, Japan, Warner AMCY-2427, udgivelsesdato: 25. oktober 1997, CD (med bonus track)
- 1997, Australien, New Zealand, Atlantic 7567-92754-2, udgivelsesdato: januar 1997, CD (limited tour edition)
- 1999, UK, Atlantic 7567926128, udgivelsesdato: 29. november 1999, MiniDisc
- 2001, Australien, Atlantic 7567-80963-2, udgivelsesdato: 2001, CD (dobbeltudgave med Talk on Corners special edition)
- 2001, Frankrig, Atlantic 7567-93072-2, udgivelsesdato: 2001, CD (som limited collector's edition)